# Ulrik Schmidt
Ulrik Schmidt (født 19. august 1962 i København) er en dansk curlingspiller. Han var udtaget til Vinter-OL 2010 i Vancouver. 